# HD 143183
HD 143183 (V558 Наугольника) — красный сверхгигант или красный гипергигант спектрального класса M3Ia в созвездии Наугольника. Входит в состав в звёздной ассоциации Наугольник OB1, которая удалена примерно на 2 килопарсека от Солнца. Это один из наиболее мощных известных красных сверхгигантов со светимостью более чем в 250 000 солнечных, а также одна из крупнейших известных звёзд, радиус которой в 1261 раз больше солнечного. Более ранние исследования давали более высокие значения светимости и радиуса. HD 143183 является медленной неправильной переменной звездой, видимая звёздная величина которой изменяется в интервале от 7,3m до 8,6m.